# Egretta
Egretta är ett släkte av medelstora hägrar där merparten häckar i varmare klimat. Släktet finns representerat över stora delar av världen.

## Kännetecken
Till formen är de typiska hägrar med långa halsar och ben. Flera av arterna får extravaganta fjäderplymer, så kallade ägretter, under häckningstiden. Ett antal arter har antingen vit fjäderdräkt genom hela livet, finns som vit morf, exempelvis rosthäger (Egretta rufescens), eller har en vit juvenil fjäderdräkt som exempelvis blåhäger (Egretta caerulea).

## Levnadssätt
Familjens häckningsbiotop är sumpig våtmark i varmt klimat. De häckar i kolonier ofta tillsammans med andra vadande arter och oftast på plattformar av grenar och vass i träd och buskar. Deras föda består till största delen av insekter, fisk och kräldjur, som de oftast fångar genom att smyga sig på bytet.

## Arter i släktet
Precis som det förhåller sig med andra grupperingar av hägrar så råder det diskussion kring detta släktes taxonomi. Vissa arter i släktet har tidigare placerats tillsammans med de större hägrarna i släktet Ardea och vice versa. Till exempel förs numera ägretthäger och mellanhäger till Ardea. Listan nedan från 2025 följer AviList:
- Svartvit häger (Egretta picata)
- Vithuvad häger (Egretta novaehollandiae)
- Rosthäger	(Egretta rufescens)
- Svarthäger (Egretta ardesiaca)
- Rödstrupig häger (Egretta vinaceigula)
- Trefärgad häger (Egretta tricolor)
- Blåhäger (Egretta caerulea)
- Snöhäger (Egretta thula)
- Silkeshäger (Egretta garzetta)
- Revhäger (Egretta gularis)
- Korallhäger (Egretta sacra)
- Sidenhäger (Egretta eulophotes)

En fossil art, Egretta subfluvia, är känd från sen miocen eller tidig pliocen i Florida.